# 仙桃市
仙桃市是湖北省直辖县级行政区，武汉城市圈西翼中心城市、长江中游城市群重要成员，位于湖北省中南部江汉平原腹地，汉水南岸与东荆河北岸之间，长江与汉水交汇的冲积三角洲上，旧称沔阳。东邻省会武汉，西联荆州、宜昌，北倚汉水，南抵长江。境内地势低平，湖泊河流星罗密布，有“鱼米之乡”、“水乡泽国”之称。仙桃市国土面积2538平方公里，总人口110.6万人。辖一个国家高新技术产业开发区，4个省级工业园区、3个市属街道办事处、15个建制镇和1个排湖风景管理区。市人民政府駐沙嘴街道。

## 历史沿革
据沙湖、越舟湖出土文物证明，起碼在新石器时代，就有先民们在这块土地上开拓生息。夏、商、周为荆州域，春秋、战国属楚，秦隶南郡。汉代为云杜县地。西魏置建兴县，南梁天监二年（公元503年），始置郡设县，因地处沔水以北而改称沔阳。隋开皇三年（583年），改沔阳郡为复州。隋大业二年（606年）改复州为沔州，大业三年（607年）又改为沔阳郡。唐武德五年（622年），沔阳郡改为复州，州治迁竟陵县，下辖竟陵县、沔阳县等。元代至元十三年改为复州路，十五年升为沔阳府，明代降为沔阳州。
民国初年复设县，直属湖北省。中华人民共和国成立之初设沔阳专署，1951年6月，撤消沔阳专署并为沔境南北洪湖县和沔阳县。1986年5月27日，撤沔阳县设仙桃市，得名于政府驻地仙桃镇，因市区在鸡公滩，又名尖刀咀，后谐音为仙桃。1994年10月，经湖北省人民政府审议批准，仙桃市列为省直辖县级行政区（省直管县、副地级市），仙桃市委书记、市长等为厅级副职。

## 地理
- 仙桃市位于江汉平原中部，气候属亚热带季风气候，全年气候温和，光照充足，雨量充沛，春暖夏热，秋燥冬寒，四季分明。严寒酷热维持时间不长，无霜期及农作物生长期都较长，农业气候条件优越。具有南北兼宜的气候特点，适合于多种动植物生长。
- 年均日照时数1939.8小时。年平均气温16.5℃。极端最高气温39.3℃，最低气温零下14.2℃。全年无霜期258天，年均降水量1199.6毫米。

## 行政区划
仙桃市下辖3个街道办事处、15个镇、1个园区、10个农林牧渔场：
沙嘴街道、干河街道、龙华山街道、郑场镇、毛嘴镇、剅河镇、三伏潭镇、胡场镇、长埫口镇、西流河镇、沙湖镇、杨林尾镇、彭场镇、张沟镇、郭河镇、沔城回族镇、通海口镇、陈场镇、工业园区、九合垸原种场、沙湖原种场、排湖渔场、五湖渔场、赵西垸林场、刘家垸林场和畜禽良种场。
除正式行政区划外，仙桃市还设立以下经济功能区：仙桃国家级高新技术产业开发区

## 现任领导
| 机构     | · 中国共产党 · 仙桃市委员会 · 书记 | 仙桃市人民代表大会 常务委员会 主任 | 仙桃市人民政府 市长 | · 中国人民政治协商会议 · 仙桃市委员会 · 主席 | 仙桃市监察委员会 主任 |
| -------- | ---------------------------------- | ---------------------------------- | ------------------- | -------------------------------------------- | --------------------- |
| 姓名     | 孙道军                             | 余文华                             | 熊享涛              | 印家利                                       | 王以贵                |
| 民族     | 汉族                               | 汉族                               | 汉族                | 汉族                                         | 汉族                  |
| 籍贯     | 湖北省竹山县                       | 湖北省仙桃市                       | 湖北省广水市        | 湖北省洪湖市                                 | 湖北省监利市          |
| 出生日期 | 1973年1月（52歲）                  | 1967年7月（57歲）                  | 1975年6月（49歲）   | 1967年9月（57歲）                            | 1983年6月（41歲）     |
| 就任日期 | 2024年1月                          | 2021年12月                         | 2024年1月           | 2021年12月                                   | 2022年4月             |

## 交通
仙桃是武汉卫星城，处在国家地理中心位置。仙桃北依汉水，南靠长江，东邻武汉，西连荆州，也处在湖北“两江”（长江、汉江）经济开发带的交汇点上。

### 公路
沪渝高速、随岳高速(连通河南－湖北－湖南)、武汉城市圈环线孝仙嘉高速，京珠高速与沪渝高速在仙桃与武汉之间交汇。从仙桃到北京、上海、成都、重庆、西安、广州均在1000公里半径范围内。
 240国道、 318国道
2018年末全市公路通车里程4499.12公里，增长0.01%，其中等级公路3632.03公里，增长1.2%；高速公路里程153公里。全年完成货运量2004.6万吨，增长11.3%；完成客运量2033万人，下降1.7%。

### 铁路
沪汉蓉快速客运通道横贯仙桃全境，设有两个客运站（仙桃西站、天门南站）。武汉至仙桃城际铁路仙桃站2020年建成运营。江汉平原货运铁路设仙桃东站已经投入运营。

### 水路
仙桃水运交通方便，长江最大支流汉江绕城而过。千里汉江第一港——仙桃港于2017年5月投入运营，仙桃至武汉港水运距离仅103公里。国家南水北调、引江济汉工程2014年竣工后，汉江常年通航能力增至2000吨，丰水期5000吨。专用疏港公路与仙桃铁路货运站、国网通航机场、武汉城市圈外环孝仙嘉高速等交通枢纽相互贯通；水路经汉江通武汉直达上海，上游经荆州水运可到达重庆。可实现“陆、水、水”、“陆、铁、水”多式联运。

### 航空
仙桃距武汉天河国际机场108公里；仙桃保税物流园已于2017年开工建设，预计年底投入运营，仙桃距武汉保税物流园70公里，距武汉出口加工区63公里，均在 1小时高速车程内。
国网通航仙桃通用机场，又称国网通航华中（仙桃）直升机基地，是武汉天河机场备降机场，可辐射湖北、湖南、河南、江西、四川和重庆“五省一市”，主要用于电网运维、工程施工、应急抢险、商务运输等，是空客直升机公司的维修点、飞行员培训基地、后勤服务中心。

## 教育
2018年全市学校总数141所，其中高职高专一所（仙桃职业学院），普通中学39所，小学98所。在校学生数14.74万人，其中普通中学5.56万人，小学8.60万人。专任教师数9977人，其中普通中学4963人，小学4724人。全市幼儿园195所，在园幼儿4万人。学龄儿童入学率100%，初中毕业生升学率101.2%，九年义务教育完成率99.9%。

## 经济
仙桃以外向型为产业特色，以无纺布及医用纺织品生产、机械电子为主，是中国医用非织造布生产和出口基地。

## 人口
2022年底，全市常住人口110.6万人，其中，城镇67.06万人，乡村43.54万人，城镇化率达到60.63％。年末总户数42.09万户，比上年增长0.01％；户籍人口150.96万人，下降0.4％。全年出生人口7042人，出生率为4.66‰；死亡人口5159人，死亡率为3.42‰，人口自然增长率为1.24‰。
2020年，全市常住人口为113.47万人，比2010年下降3.43%。其中，城镇人口42.04万人，乡村人口112.26万人。出生人口16406人，死亡人口4666人。常住人口城镇化率为58.7%，比上年提高1.1个百分点。城镇登记失业率为1.76%。

## 文化教育
- 至2003年底，全市共有普通高校1所，成人高校1所，普通高中17所，中等专业学校6所，初中61所，小学438所，特殊教育学校1所，幼儿园50所，民办教育机构120余个。
- 全市拥有全国办学先进成人中专、全国德育先进学校和省级示范成人中专各1所。2002年，仙桃中学、仙桃市第二中学被认定为省级示范学校，实验小学被评为全国600家名校之一，沔州小学获“湖北名校”称号。2003年，大新路小学被授予“全国公民道德建设实验学校”称号，实验二小被认定为“省级现代教育技术实验学校”。2013年，仙源学校被湖北省委授予“2012-2013年度最佳文明单位”称号”。

## 地方特产

### 美食美味
- 沔阳三宝
  - 沔城莲藕：莲子被誉为“白璧莲参”，皇室贡品。
  - 沙湖咸蛋：又称沙湖盐蛋，清皇室贡品。
  - 红庙萝卜
- 沔阳三蒸：蒸青鱼、蒸猪肉、蒸筒蒿，另一做法为粉蒸肉、蒸珍珠丸子、蒸白丸，相传为陈友谅之妻首创。
- 毛嘴卤鸡：荣获首届中国国际食品博览会金奖，1996年湖北省工业精品名牌消费品展销会精品奖。
- 九珠皮蛋：荣获北京国际食品博览会金奖，前身为沔阳松花皮蛋。
- 范关酒：明太祖朱元璋钦定宫廷御酒，又名碧潭酒。
- 红庙酥饼
- 胡场糖模

### 工艺特产
- 仙桃贝雕（荣获北京首届国际旅游会议纪念品最高奖，第五届中国工艺美术品百花奖，中国首届旅游购物节天马金奖，北京第二届国际博览会银奖，并被载入《当代中国工艺美术史》、《中国工艺美术大辞典》、《中国轻工业产品全书》等大型工具书及有关画册）
- “仙桃”牌拉舍尔毛毯（1989年至1991年先后荣获省优、部优和国优银奖，1993年至1995年连续三年获全国畅销国产商品“金桥奖”，并干1995年夺得“金桥奖”拉舍尔毛毯细类第一名。1996年获“湖北省名牌产品”称号）
- 沔丝沔绣
- 易王眼镜

## 民俗民风
- 沔阳花鼓剧（湖北地方剧种，又称沔阳花鼓戏，传统剧目有《十三款》、《站花墻》等）
- 沔阳剪纸（1953年“八仙”参展巴黎“世界博览会”，并在东欧八国巡回展出；1996年，“八仙”参加比利时布鲁塞尔“世界首届书画艺术品展览”，荣获优秀作品奖）
- 沔阳采莲船
- 沔阳皮影戏
- 沔阳渔鼓

## 名胜古迹
- 陈友谅故居
- 沔古城八角楼
- 司马桥
- 狄梁公问政处
- 沔城清真寺
- 沔城孔圣庙
- 诸葛亮读书台
- 沧浪馆（屈原流放遇渔父处）
- 甘露禅寺（始建于清乾隆年间，赵朴初题写寺名）
- 沔阳八景（始见于明《嘉靖沔阳志》）
  - 东沼红莲
  - 西墟古柏
  - 三趣波光（二湿波光）
  - 五峰山色
  - 沧浪渔唱
  - 丙穴钓鲰
  - 柳口樵歌
  - 荆楼玩月（南楼玩月）

## 历史事件
- 1355年，陈友谅黄蓬山起义，举旗反元
- 1643年，张冕随李自成反明
- 1854年，李喜贵、陈苦鸹子高举太平天国义旗，屡挫清军
- 1911年，马刚侯、周定源、杨玉如、张难先等百余志士首义武昌
- 1981年10月3日，原中共中央副主席李先念视察沔阳
- 1990年，国家体委授予仙桃市“全国体育先进县（市）”称号
- 1991年，仙桃市进入全国百强县（市）行列
- 1992年，全国少儿体操比赛在仙桃市体育场举行
- 1992年至1995年，仙桃市连续四年被评为湖北省综合实力十强县（市）之首
- 1992年12月23日下午，江泽民、温家宝等国家领导人视察仙桃留名口村
- 1995年11月11日下午，李鹏、邹家华等国家领导人视察仙桃排湖泵站
- 1995年至1996年，仙桃市分别被评为“全国卫生城市”和“全省文明城市”
- 1996年，仙桃市被省授予“民间艺术之乡”
- 1998年，仙桃市被评为“全省文化先进县（市）”
- 2000年9月，湖北省仙桃市政府代表团访问塔吉克斯坦共和国塔列宁纳巴德州（现索格特州），双方签署《关于建立仙桃市与胡占德市友城关系的纪要》及经济技术合作的文件
- 2004年10月10日，首届中国仙桃国际体操节暨国际体操精英邀请赛在仙桃市体育馆开幕 [11]

## 传说典故
- 解手（一是“江西填湖广”之说。明初，政府强迫江西人迁往因战乱人口剧减的湖广地区。故土难离，江西人被反绑着双手离开自己的家园，途中谁想排泄，押送的官兵就解开他手上的绳索，后称排泄行为为解手。另一说为明代初期山西洪洞县的迁民事件引出）
- 流潭（孙悟空将桃林边角击出一个大潭，自此，潭中之水天旱不涸，渍涝不浊，清澈盈溢，碧波荡漾，甘甜爽口，且常年向外流出，流遍沔阳州，故名流潭）
- 禹弓（清雍正十二年，禹殿螯来到沔阳做州官，成功推行清丈法，为纪念其政绩，百姓把丈量土地的步弓改称“禹弓”）
- 清明穿木屐
- 男尊女贵（沔阳人习惯叫父亲或母亲的姊妹为“爷”，“娘亲大如天，娘舅重于爷”的思想根深蒂固，其尊重女性、重视亲情的习俗源远流长。也有人认为这种“女性称谓男性化”的现象实质是“男尊女卑”的封建意识）
- 千里送鹅毛（见《南唐书》）
- 沙湖盐蛋一点珠（李绂藻将沙湖盐蛋献给慈禧食用，慈禧用象牙筷挑了红心入口，连连称道：“好蛋！真是‘一点珠’啊！”）
- 一尝有味三拍手 十里闻香九回头（张学良途经北京虎跑坊，见“湖北三蒸馆”，便进馆品尝，大饱口福后题联）

## 杂项补遗
- 历史上南梁以前所指沔阳不是今日之仙桃。西汉沔阳县在今陕西勉县东，魏晋曾为梁州治所。建安二十四年秋（公元219年），刘备在沔阳称汉中王。
- 沔阳得名于“沔水之阳”，而实际上现在我们看到的是仙桃在“汉水之阴”（当然了历史上的仙桃在汉水之阳也有过管辖范围）。那么现在还到底有无沔水，改为何名？或者沔水与汉水为同一河流，只因汉水改道造成现在的情况？再或者沔水究竟是汉水源头还是汉水支流？因尚无定论，暂不做结。
- 回族开始在湖北大量聚居是在清代。随着江汉平原的开发，回族自身农业经济的发展，人口的增多，清代中叶荆州地区的回族聚居区“延绵于汉江荆沔”广大地区，回族人口在这里从事固定的农业生产活动，形成了以沔阳为中心的荆州地区回族聚居区。（参见《湖北回族》）
- 抗日战争时期，国民革命军一二八师师长王劲哉，在以湖北沔阳为中心的襄南地区，占地为王，既抗击日本侵略者，却又抵制国民党，并与新四军搞摩擦，形成襄南敌后多角斗争的特殊局面。1938年至1941年，日本侵略者飞机多次空袭沔阳县。使这座千年来一直是州、府、路、县的政治文化中心的文化古城全部被毁，大量人畜死伤。[12]
- 仙桃是国家体育总局确定的中国唯一的体操之乡和国家体操训练基地。这里曾走出李小双、李大双、杨威和郑李辉4名世界冠军,他们在三届奥运会上为中国夺得5枚金牌。在国内外各项体操比赛中，仙桃籍运动员共取得101枚金牌，87枚银牌和114枚铜牌。